# Mariakapel (Korte Heide-Tongerveldweg)

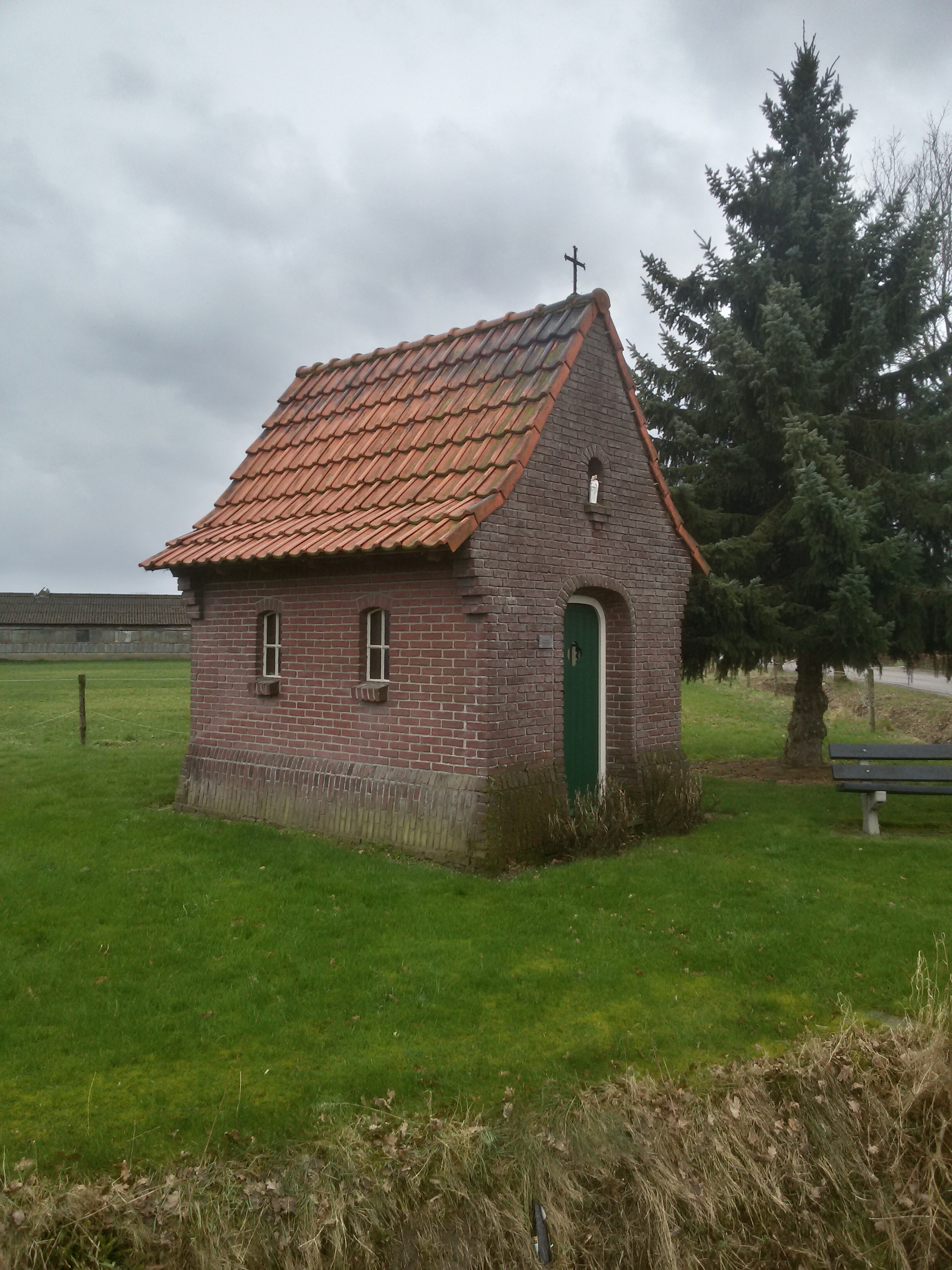
De Mariakapel

De Mariakapel is een veldkapel in buurtschap Korte Heide bij Maasbree in de Nederlandse gemeente Peel en Maas. De kapel staat op de hoek van de Tongerveldweg met de straat Korte Heide ten noordwesten van het dorp Maasbree.
Op ongeveer 550 meter naar het noordoosten staat de Mariakapel, een tweede kapel in de buurtschap, en op ongeveer 800 meter naar het zuidwesten de Sint-Annakapel. De kapel lijkt sterk op de Mariakapel in buurtschap Lange Heide die tweeënhalve kilometer noordoostelijker staat.
De kapel is gewijd aan Maria.

## Gebouw
De bakstenen kapel is opgetrokken op een rechthoekig plattegrond en wordt gedekt door een met rode pannen gedekt zadeldak met een hol-gebogen dakvoet. Het basement van de kapel loopt schuin uit en is uitgevoerd in donkere stenen. In beide zijgevels zijn twee segmentboogvensters aangebracht. De frontgevel en achtergevel zijn een puntgevel met een verbrede aanzet. Op de top van de frontgevel staat een metalen kruis en hoog in de frontgevel is een rondboognis aangebracht met daarin een heiligenbeeldje. In de frontgevel bevindt zich de korfboogvormige toegang die wordt afgesloten met een deur met daarin een vierpasvenster.